# Han-Shan

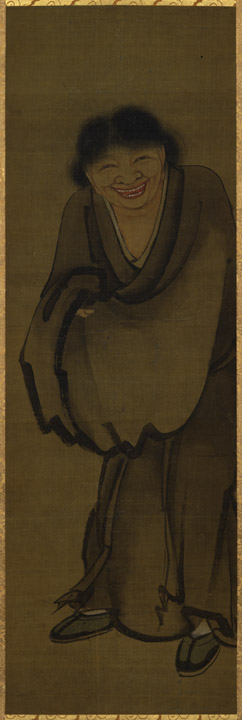
Hánshān

Hanshan, 寒山, Hánshān, (deutsch: Kalter Berg, vermutlich spätes 7. oder 8. Jh.) war ein chinesischer Dichter der Tang-Zeit. 

Hanshan ist nicht zu verwechseln mit dem Zen-Mönch Hanshan Deqing, welcher im 16./17. Jh. lebte.

## Biografie
Die historische Person des Hanshan ist kaum greifbar. Als einzige Quelle für seine Biografie dient die Gedichtsammlung Hanshan shi (deutsch: Gedichte vom Kalten Berg). Diese besteht aus etwa 360 Gedichten, wovon 307 Han-Shan zugeschrieben werden, und einem kurzen, jedoch wenig zuverlässigen Vorwort. Der Name Hanshan ist ein Pseudonym, der Dichter wurde, wie auch viele chinesische Zen-Meister, nach dem Berg benannt, auf dem er lebte, in diesem Fall einem Berg im 
Tiantai-Gebirge im Südosten Chinas, wohin der Dichter sich "aus dem Staub der Welt" zurückzog und wo er in einer Höhle gelebt haben soll. Wahrscheinlich lebte er Ende des 7. Jahrhunderts oder im 8. Jahrhundert, manchmal wird auch das 9. Jh. angenommen. Im Vorwort des Hanshan shi wird erwähnt, dass Hanshan seine Gedichte auf Felswände, Steine, Bäume oder Hauswände schrieb, von wo sie erst später gesammelt und zu einem Buch zusammengefasst wurden.

## Der Dichter
Hanshans Gedichte zeichnen sich durch Zeitlosigkeit und allgemeine Gültigkeit aus. Vor allem die Gedichte aus der Zeit seines Einsiedlerlebens spiegeln tiefe meditative Erfahrungen wider. Den Idealen des Daoismus und Buddhismus verpflichtet, beschreibt der Dichter die Schwierigkeiten und Hürden auf dem Weg des Dao und der zen-buddhistischen Erleuchtung. Ebenso übt er, sowohl mit Trauer als auch mit beißendem Spott, Kritik an der Gesellschaft und ihrem sinnlosen Streben nach Macht und Geld. Er mahnt zu Selbstbeherrschung und Disziplin, ohne jedoch Patentrezepte für ein "rechtes Leben" zu geben. Dabei stellt er klar, dass jeder Weg individuell ist und demgemäß auch jeder seinen Weg zu gehen hat.

## Hanshan und der Zen-Buddhismus
Spätere Generationen zeichneten das Bild von Hanshan als "Dharma-Vagabund", der zerlumpt und verwildert durch das Land streift, ungebunden und frei von Pflichten anderen gegenüber, über alles und jeden lachend, auch über sich selbst. Etliche Gedichte sprechen von der Freundschaft des Dichters mit dem Zen-Meister Fenggan und der Praxis der meditativen Versenkung, und da viele der "Gedichte vom Kalten Berg" den Geist des Zen-Buddhismus atmen, waren sie besonders bei Anhängern dieser Schule des Meditationsbuddhismus beliebt. So schrieb der große japanische Zen-Meister Hakuin einen Kommentar über das Hanshan shi. Auch wurden von vielen chinesischen und japanischen Zen-Künstlern Bilder über Hanshan gemalt.

## Hanshan und die Beat-Generation
Hanshan war ein Vorbild für die Schriftsteller der amerikanischen Beat-Generation. Beat-Poeten wie Allen Ginsberg und Jack Kerouac fanden ihre Einstellung zum Leben im Hanshan shi wieder und identifizierten sich mit seiner Gesellschaftskritik, nachdem Gary Snyder die Gedichte ins Englische übersetzt hatte. Da die Gedichte des Hanshan ihren Autor als einen Menschen schildern, der außerhalb der Normen einer spießbürgerlichen Gesellschaft lebte, entsprach diese Weltanschauung nun genau den Idealen der Beat-Generation.

## Ein Beispielgedicht
Gedicht Nr. 10
Nördlich der Stadt lebte Gevatter Chung 

In seinem Haus gab es stets reichlich Wein und Fleisch 

Damals, als seine Frau gestorben 

War seine Halle berstend voll von Trauergästen 

Nun ist der Alte selbst dahingegangen 

Nicht ein Mensch kam, ihn zu beweinen - 

Die seine Becher leerten und seinen Braten verschlangen 

Was haben sie doch für ein kaltes Herz!
nach der Übersetzung von Stephan Schuhmacher